# Kråksjön, Härjedalen
Kråksjön är en sjö i Härjedalens kommun i Härjedalen och ingår i Göta älvs huvudavrinningsområde. Sjön har en area på 0,278 kvadratkilometer och ligger 776,5 meter över havet. Kråksjön ligger i Rogen Natura 2000-område.

## Delavrinningsområde
Kråksjön ingår i det delavrinningsområde (692041-132624) som SMHI kallar för Utloppet av Kråksjön. Medelhöjden är 795 meter över havet och ytan är 1,63 kvadratkilometer. Det finns inga avrinningsområden uppströms utan avrinningsområdet är högsta punkten. Vattendraget som avvattnar avrinningsområdet har biflödesordning 3, vilket innebär att vattnet flödar genom totalt 3 vattendrag innan det når havet efter 722 kilometer. Avrinningsområdet består mestadels av skog (76 procent). Avrinningsområdet har 0,31 kvadratkilometer vattenytor vilket ger det en sjöprocent på 19,1 procent.